# Puntate di Origini (programma televisivo)
In questa pagina sono descritte le puntate di Origini, in onda su Rai 2 e Rai 1 dal 1º ottobre 2023.

## Puntate

### Prima edizione
Il programma va in onda la domenica alle 15:00 su Rai 2 e il sabato del weekend successivo alle 11:25 su Rai 1.
| Nº | Titolo                                                              | Data prima visione | Telespettatori | Share |
| -- | ------------------------------------------------------------------- | ------------------ | -------------- | ----- |
| 1  | Orvieto, le origini nell'acqua                                      | 1º ottobre 2023    | 304.000        | 2,9%  |
| 2  | Rimini, Caput Viarum                                                | 8 ottobre 2023     | 307.000        | 2,7%  |
| 3  | Viaggio al centro del Mediterraneo                                  | 15 ottobre 2023    | 448.000        | 4%    |
| 4  | Molise: terra di guerrieri e di pastori                             | 22 ottobre 2023    | 407.000        | 3,6%  |
| 5  | Aquileia: madre d'Italia                                            | 29 ottobre 2023    | 416.000        | 3,4%  |
| 6  | Roma, l'impero che non è mai morto                                  | 5 novembre 2023    | 395.000        | 3,2%  |
| 7  | L'Abruzzo forte e gentile                                           | 19 novembre 2023   | 356.000        | 2,7%  |
| 8  | La via del ferro                                                    | 26 novembre 2023   | 463.000        | 3,3%  |
| 9  | Streghe, folletti e Krumpus - Storie e leggende in Alto Adige       | 3 dicembre 2023    | 334.000        | 2,7%  |
| 10 | Sulle tracce di Enea                                                | 10 dicembre 2023   | 388.000        | 3%    |
| 11 | Tombaroli, i predatori dell'Italia perduta                          | 17 dicembre 2023   | 308.000        | 2,4%  |
| 12 | Campi Flegrei: storia di acqua e di fuoco                           | 7 gennaio 2024     | 497.000        | 3,19% |
| 13 | Sulle tracce di Marco Polo                                          | 14 gennaio 2024    | 468.000        | 3,4%  |
| 14 | Lucani, Romani e Greci: una regione per tre popoli                  | 21 gennaio 2024    | 471.000        | 3,4%  |
| 15 | Tra Reggio e Messina: lo Stretto necessario                         | 28 gennaio 2024    | 415.000        | 3,23% |
| 16 | Valle d'Aosta: i Carnevali raccontano la storia                     | 4 febbraio 2024    | 367.000        | 3,1%  |
| 17 | Umbria: alle fonti della storia                                     | 11 febbraio 2024   | 331.000        | 2,3%  |
| 18 | A sud di Taranto: i popoli tra due mari                             | 25 febbraio 2024   | 399.000        | 3,1%  |
| 19 | L'Argentario e le sue isole: storie di ville e villeggianti         | 3 marzo 2024       | 537.000        | 4%    |
| 20 | Lunigiana: dall'arenaria al marmo, una storia scolpita nella pietra | 10 marzo 2024      | 510.000        | 3,7%  |
| 21 | Sardegna: l'eterno presente                                         | 17 marzo 2024      | 449.000        | 4%    |
| 22 | Milano nasconde e si nasconde                                       | 24 marzo 2024      | 338.000        | 2,7%  |
| 23 | Venezia prima di Venezia, le memorie della laguna                   | 13 aprile 2024     | 879.000        | 16,2% |

### Seconda edizione
Il programma va in onda il sabato dalle 11:25 alle 12:00 su Rai 1.
| Nº | Titolo                                                   | Data              | Telespettatori | Share |
| -- | -------------------------------------------------------- | ----------------- | -------------- | ----- |
| 1  | Sutri: Tra Roma e l'Etruria, sulle vie del tufo          | 21 settembre 2024 | 900.000        | 16%   |
| 2  | Pianosa, tra passione e castigo                          | 28 settembre 2024 | 868.000        | 15,3% |
| 3  | La Thuile - Piccolo San Bernardo: la "danza dei confini" | 5 ottobre 2024    | 990.000        | 17,9% |
| 4  | La Sardegna: storie di mare e di granito                 | 12 ottobre 2024   | 910.000        | 15,8% |
| 5  | San Vincenzo al Volturno, la Pompei dell'Alto Medioevo   | 19 ottobre 2024   | 1.125.000      | 15,8% |
| 6  | Urbisaglia, frammenti di memoria marchigiana             | 26 ottobre 2024   | 987.000        | 16,9% |
| 7  | Stromboli, attrazione fatale                             | 2 novembre 2024   | 886.000        | 16,8% |
| 8  | Benevento, terra d'incanto e di streghe                  | 9 novembre 2024   | 767.000        | 13,8% |
| 9  | Viaggio al termine della Via Appia                       | 16 novembre 2024  | 1.049.000      | 17,6% |
| 10 | Amiata, il Sacro monte                                   | 23 novembre 2024  | 925.000        | 16%   |
| 11 | Terracina, l'identità svelata                            | 30 novembre 2024  | 1.004.000      | 17,4% |
| 12 | Tra Biella e Ivrea, nel cuore Unesco del Piemonte        | 7 dicembre 2024   | 1.059.000      | 18,5% |
| 13 | Mantova e l'acqua, un amore antico                       | 14 dicembre 2024  | 907.000        | 15,6% |
| 14 | Cortona e la Val di Chiana, sui sentieri della storia    | 28 dicembre 2024  | 1.130.000      | 16,4% |